# Груздово (Молодечненский район)
Груздово (бел. Гру́здава) — деревня в Молодечненском районе Минской области Республики Беларусь. Входит в состав Полочанского сельсовета.

## География
Пролегает автомобильная дорога Р56.
Ближайшие населённые пункты Груздовка, Копачи, Сечки и др.

## История
Существовала по крайней мере с середины XIV в., до 1379—1380 гг. вместе с Молодечно принадлежало кн. Дмитрию Ольгердовичу. Впервые «Дмитрьево село Груздовица» вспоминается в привилеи кор. Ягайло от 28.4.1387 года, которым среди прочего село передавалось его брату кн. Скиргайло.

## Население

### Численность
- 2019 год — 149 жителей

### Динамика
- 1999 год — 196 жителей (перепись населения)
- 2009 год — 185 жителей (перепись населения)[4]
- 2019 год — 149 жителей (перепись населения)

## Улицы
- Полевая
- Центральная

## Достопримечательность
- Церковь Ризоположения Святой Богородицы (1871).  Историко-культурная ценность Республики Беларусь, шифр 613Г000302. Деревянный православный храм, памятник белорусского народного зодчества с элементами архитектуры классицизма[5].  памятник архитектуры.

### Памятник, скульптура
- Памятник А. И. Костюченко[6]. На месте захоронения советского воина, погибшего в июне 1941 году установлен обелиск с надписью: «Здесь похоронен Анатолий Костюченко воин Красной Армии погибший в неравной схватке с врагом в первые дни фашистского нашествия на нашу землю. Вечная Слава Герою».
- Памятник П. И. Оборину (1966)[7]. Место захоронения советского воина, погибшего в июне 1941 года.

## Галерея

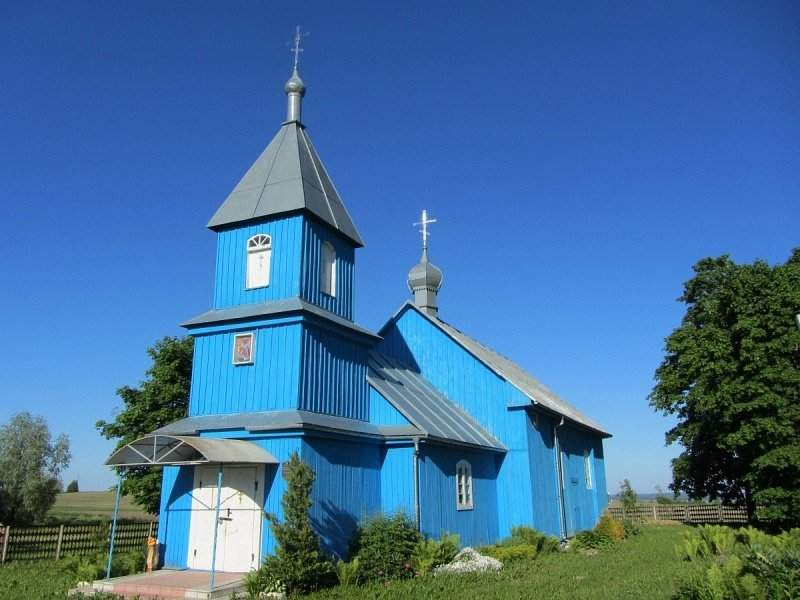
Церковь Ризоположения Св. Богородицы
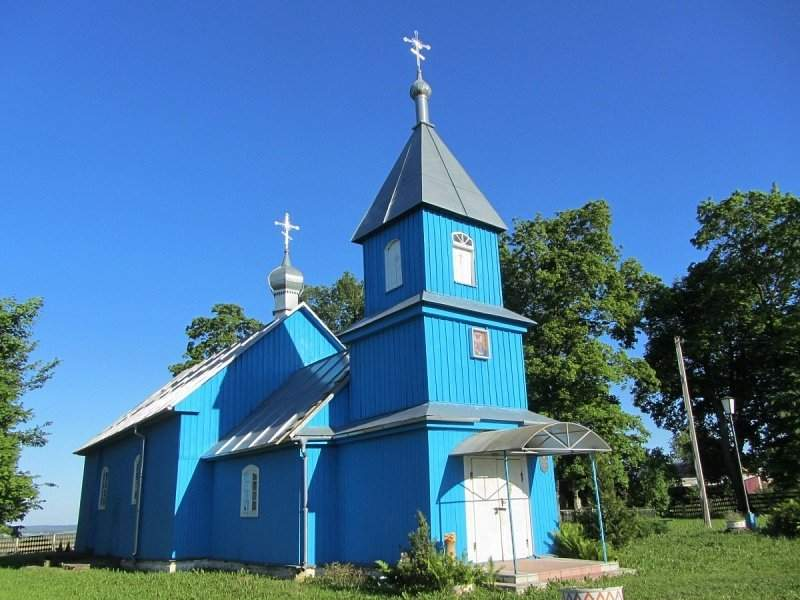
Церковь Ризоположения Св. Богородицы
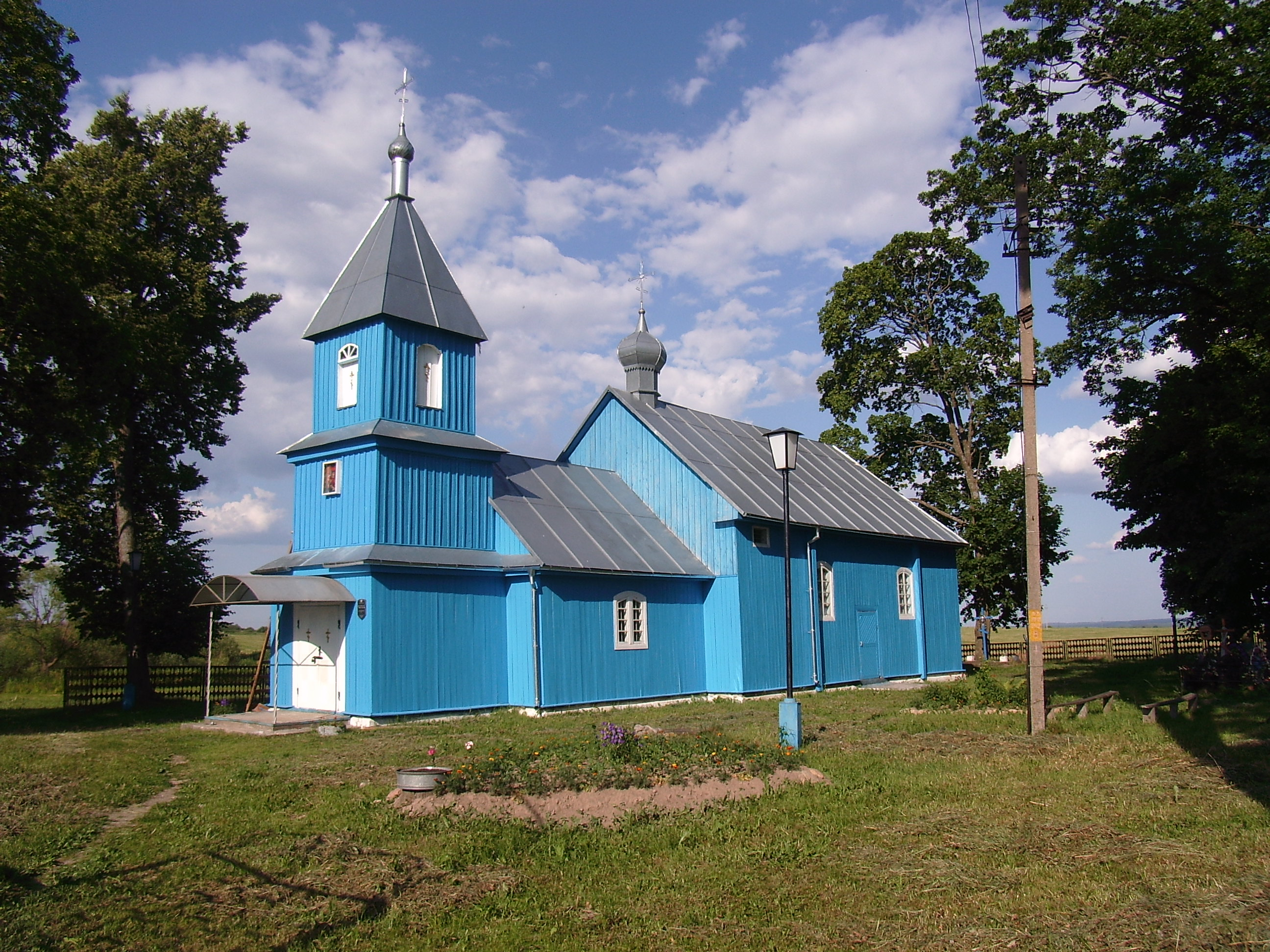
Церковь Ризоположения Св. Богородицы